# Sistema Centralizado de Área de Tránsito Antofagasta
El Sistema Centralizado de Área de Tránsito Antofagasta, también conocido como SCAT-Antofagasta, es un sistema que permite monitorear, planificar y regular intersecciones de la red vial de Antofagasta y sus alrededores mediante el uso de hardware, software y cámaras. El centro de control se encuentra ubicado en la ciudad de Antofagasta, al norte de Chile.
Este sistema monitorea y regula las intersecciones de la red vial de la ciudad de Antofagasta, gracias a la sincronización de semáforos según el tráfico vehicular y peatonal. Lo que se logra es reducir los tiempos de viaje, al disminuir la espera en los semáforos de vehículos y personas; reducir la tasa de accidentes; y agilizar la detección y reparación de fallas de semáforos.